# Guilherme Afonso
Guilherme Afonso (ur. 15 listopada 1985 w Luandzie) – piłkarz angolski grający na pozycji napastnika.

## Kariera klubowa
Pomimo że Guilherme urodził się w Luandzie, to karierę piłkarską rozpoczynał w Szwajcarii, w klubie Étoile Carouge FC. Grał w nim w latach 2001–2003 w drugiej lidze szwajcarskiej. W 2003 roku przeszedł do francuskiego drugoligowca, ASOA Valence. W 2004 roku wyjechał do Holandii i został zawodnikiem FC Twente. W Eredivisie zadebiutował 15 sierpnia 2004 w przegranym 2:3 domowym meczu z Ajaksem. W Twente grał do 2007 roku. Następnie w latach 2007–2008 grał w BV Veendam.
W 2009 roku Guilherme wrócił do Szwajcarii. Został zawodnikiem FC Sion, w którym zadebiutował 7 marca 2009 roku w wygranym 2:0 wyjazdowym meczu z Grasshopper Club Zürich.
W 2009 roku Guilherme został wypożyczony do Grasshoppers. Swój debiut w nim zanotował 24 października 2009 w zwycięskim 2:1 domowym meczu z BSC Young Boys. W Grasshoppers rozegrał 5 meczów. W sezonie 2010/2011 był wypożyczony do FC Lugano, podobnie jak wiosną 2012.
W 2012 roku Guilherme przeszedł do FC Vaduz, grającego w drugiej lidze szwajcarskiej. W 2013 roku odszedł do angolskiego CD Primeiro de Agosto, a w 2015 roku został zawodnikiem klubu Kabuscorp SC. Następnie występował w czwartej i piątej lidze szwajcarskiej, w drużynach FC Azzurri 90 Lausanne oraz FC Mendrisio.
| Sezon   | Klub                    | Kraj          | Rozgrywki        | Mecze | Bramki |
| ------- | ----------------------- | ------------- | ---------------- | ----- | ------ |
| 2001/02 | Étoile Carouge FC       | Szwajcaria    | Challenge League | 2     | 0      |
| 2002/03 | Étoile Carouge FC       | Szwajcaria    | Challenge League | 15    | 5      |
| 2003/04 | ASOA Valence            | Francja       | Ligue 2          | 3     | 0      |
| 2004/05 | FC Twente               | Holandia      | Eredivisie       | 8     | 0      |
| 2005/06 | FC Twente               | Holandia      | Eredivisie       | 23    | 2      |
| 2006/07 | FC Twente               | Holandia      | Eredivisie       | 1     | 0      |
| 2006/07 | BV Veendam              | Holandia      | Eerste divisie   | 15    | 2      |
| 2007/08 | BV Veendam              | Holandia      | Eerste divisie   | 24    | 4      |
| 2008/09 | BV Veendam              | Holandia      | Eerste divisie   | 5     | 0      |
| 2008/09 | FC Sion                 | Szwajcaria    | Super League     | 12    | 2      |
| 2009/10 | FC Sion                 | Szwajcaria    | Super League     | 5     | 0      |
| 2009/10 | Grasshopper Club Zürich | Szwajcaria    | Super League     | 6     | 0      |
| 2010/11 | FC Lugano               | Szwajcaria    | Challenge League | 29    | 10     |
| 2011/12 | FC Sion                 | Szwajcaria    | Super League     | 11    | 1      |
| 2011/12 | FC Lugano               | Szwajcaria    | Challenge League | 8     | 5      |
| 2012/13 | FC Vaduz                | Liechtenstein | Challenge League | 27    | 3      |
| 2013    | CD Primeiro de Agosto   | Angola        | Girabola         | 10    | 5      |
| 2014    | CD Primeiro de Agosto   | Angola        | Girabola         | 12    | 2      |
| 2015    | Kabuscorp SC            | Angola        | Girabola         | 3     | 0      |

## Kariera reprezentacyjna
W 2006 roku Guilherme wystąpił w towarzyskim meczu reprezentacji Szwajcarii U-21 przeciwko Danii U-21 (3:2).
W 2013 roku został powołany do reprezentacji Angoli na Puchar Narodów Afryki 2013. 19 stycznia w meczu tego turnieju przeciwko Maroku (0:0) zadebiutował w drużynie narodowej. Zagrał również w spotkaniu z Południową Afryką (0:2), a Angola odpadła z rozgrywek po fazie grupowej.
7 czerwca 2013 w zremisowanym 1:1 pojedynku el. do MŚ 2014 z Senegalem strzelił swojego pierwszego gola w kadrze. W reprezentacji Angoli rozegrał 8 spotkań i zdobył 2 bramki.